# Permutační nerovnost
Permulační nerovnost je matematické tvrzení.
Nechť
{\displaystyle x_{1}\leq \cdots \leq x_{n}\quad {\mbox{a}}\quad y_{1}\leq \cdots \leq y_{n}}
jsou reálná čísla a
{\displaystyle x_{\sigma (1)},\dots ,x_{\sigma (n)}}
je nějaká permutace {\displaystyle x_{1},\dots ,x_{n}}. Permutační nerovnost potom tvrdí, že
{\displaystyle x_{1}y_{1}+\cdots +x_{n}y_{n}\geq x_{\sigma (1)}y_{1}+\cdots +x_{\sigma (n)}y_{n}\geq x_{n}y_{1}+\cdots +x_{1}y_{n}.}
Tvrzení lze dokázat matematickou indukcí.